# Pseudostomatella cycloradiata
Pseudostomatella cycloradiata is een slakkensoort uit de familie van de Trochidae. De wetenschappelijke naam van de soort is voor het eerst geldig gepubliceerd in 1959 door Nowell-Usticke.